# Mont-Louis
Mont-Louis (auf Katalanisch: Montlluís bzw. früher el Vilar d’Ovança) ist eine südfranzösische Gemeinde mit 150 Einwohnern (Stand 1. Januar 2022) im Département Pyrénées-Orientales der Region Okzitanien. Seit dem 7. Juli 2008 gehören die Zitadelle und die Stadtmauern, die Teil der Festungsanlagen von Vauban sind, zum UNESCO-Welterbe.

## Lage
Mont-Louis liegt auf einer Höhe von durchschnittlich 1600 m über dem Meeresspiegel (1516 bis 1608 m) im gleichnamigen Kanton Mont-Louis, der wiederum zum Arrondissement Prades gehört. Die Gemeinde liegt am rechten Ufer der Têt, 11 km nördlich der spanischen Grenze.
Die Gemeinde ist Teil des Regionalen Naturparks Pyrénées Catalanes; hier befindet sich auch die Parkverwaltung.

## Bürgermeister
| Name                 | Amtsdauer |
| -------------------- | --------- |
|                      |           |
| Michel Aldebert      | ca. 1815  |
|                      |           |
| Christian Pécout     | 2001–2002 |
| Jean-Michel Larmet   | 2002–2010 |
| Pierrette Cordelette | 2010–     |

## Geschichte
Der Ort wurde im 12. Jahrhundert gegründet. Die Festung wurde von 1681 bis 1691 nach Plänen von Sébastien Le Prestre de Vauban errichtet um die nahegelegenen, strategisch wichtigen Verkehrswege, unter anderem nach Bourg-Madame und Font-Romeu-Odeillo-Via, zu sichern. Die Zitadelle wird seit 1964 vom Centre National d'Entraînement Commando (CNEC) der französischen Streitkräfte genutzt.
1723 wurde in Mont-Louis der Theaterhistoriker und Schriftsteller Antoine de Léris geboren.
Die Kirche von Mont-Louis wurde von 1733 bis 1737 erbaut.
In den 1920er Jahren verbrachte der schottische Architekt Charles Rennie Mackintosh seinen ärmlichen Lebensabend teilweise in Mont-Louis; es entstanden dabei Bilder u. a. in Fetges (etwas unterhalb von Mont-Louis). Der Aufenthalt hier und in Ille-sur-Têt wird i. A. zum Aufenthalt in und um Port Vendres zusammengefasst.
1948 begann der französische Ingenieur Félix Trombe in Mont-Louis mit Versuchen zum Bau eines Solarschmelzofens. Sein 1949 fertiggestellter erster Prototyp hatte eine Leistung von 50 kW und befindet sich noch heute innerhalb der Festungsanlage.

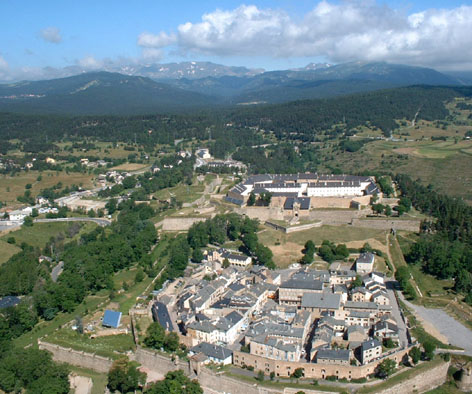
Mont-Louis mit der Zitadelle im Bildzentrum, rechts
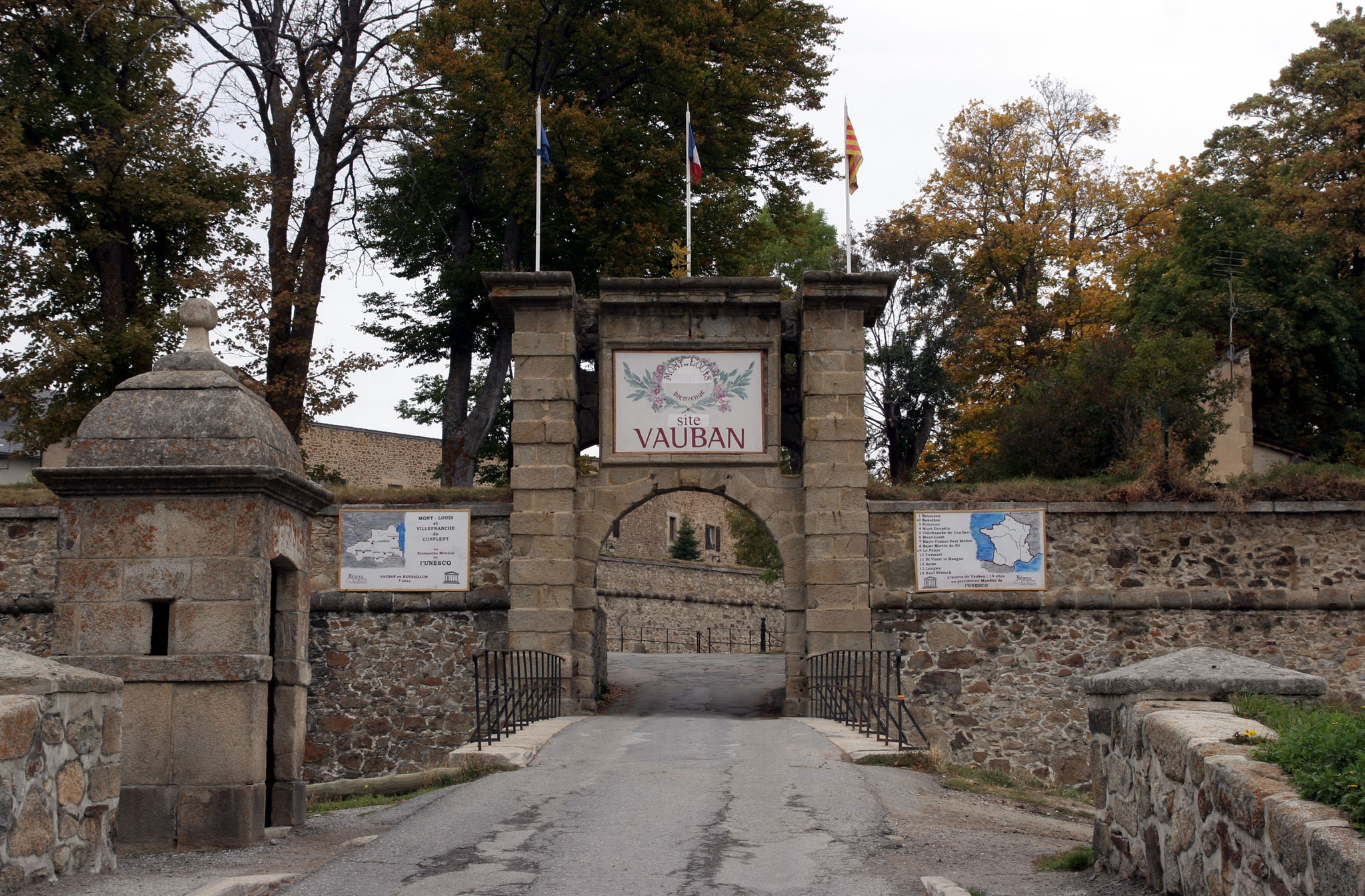
Der Eingang zum Ort durch die Festungsanlage
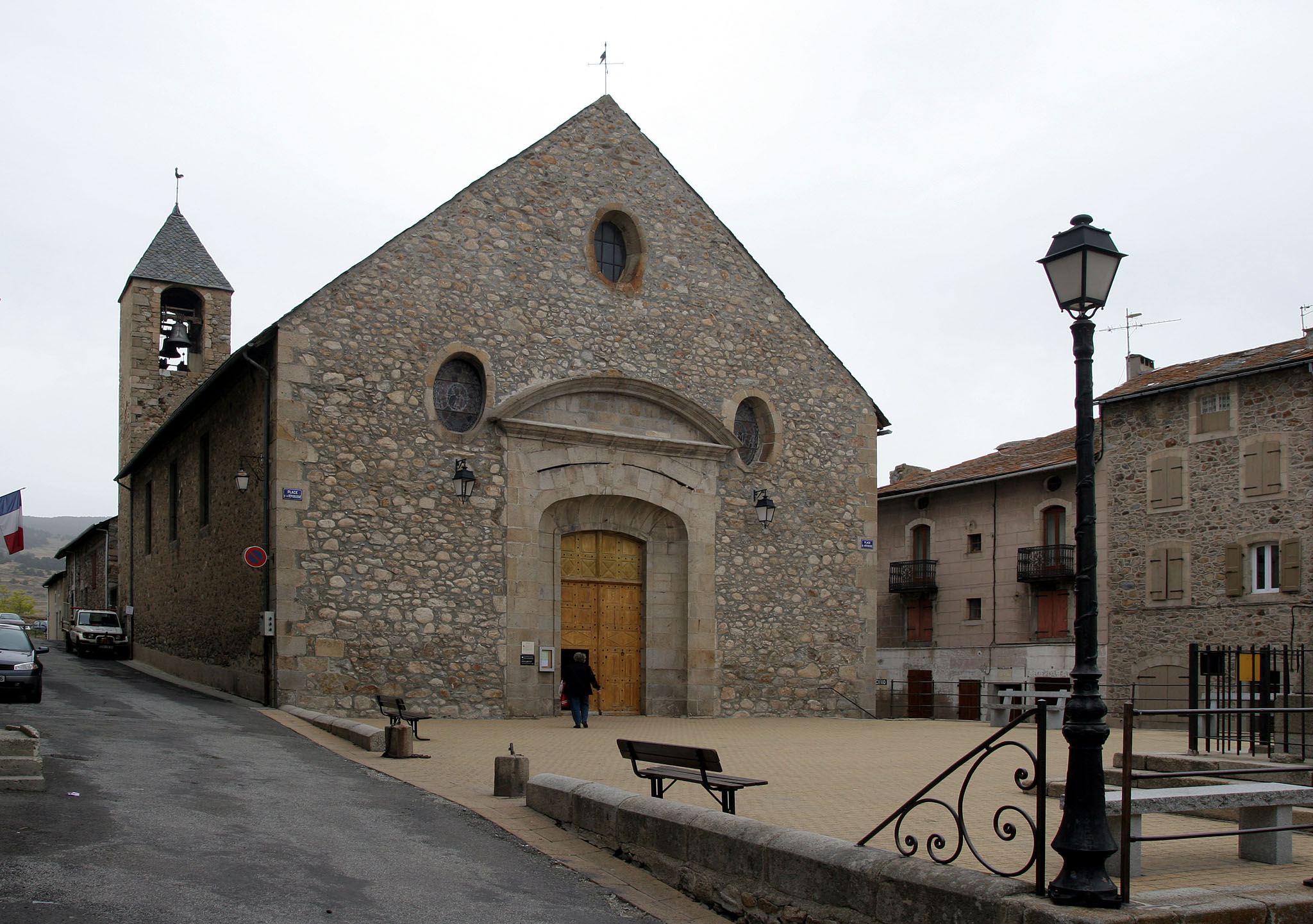
Die Kirche von Mont-Louis
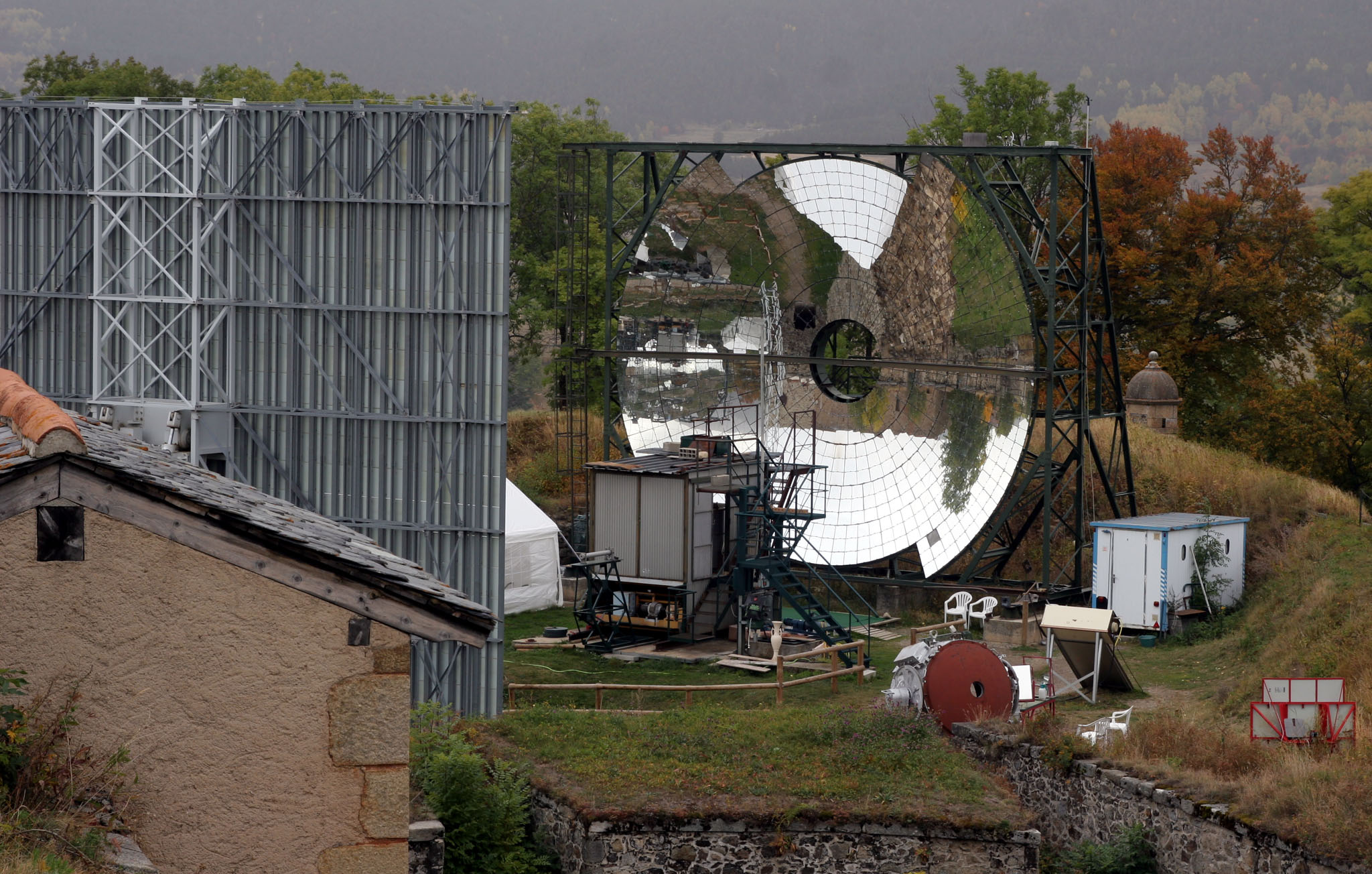
50-kW-Solarschmelzofen von Félix Trombe

## Persönlichkeiten
- Antoine de Léris (1723–1795), Schriftsteller und Theaterhistoriker
- Jeanne Bot (1905–2021), Supercentenarian und drittälteste Französin überhaupt